# Международный благотворительный фонд поддержки математики имени Леонарда Эйлера
Международный благотворительный фонд поддержки математики имени Леонарда Эйлера — российская организация, ставящая целью поддержку отечественных учёных, работающих в перспективных областях математических наук, сохранение уникального потенциала отечественной математической школы, развитие интереса молодёжи к точным наукам. Президент Фонда: заведующий кафедрой высшей алгебры и теории чисел СПбГУ Сергей Владимирович Востоков.
Фонд создан в 2007 году в рамках празднования 300-летия со дня рождения великого математика Леонарда Эйлера. Осуществляет разнообразные проекты в области поддержки математики и математического образования.
Начиная с 2012 г. Фонд Эйлера совместно с другими организациями реализует социально-педагогическую программу дополнительного образования школьников «Формула Единства», центральный элемент которой — летние и зимние многопрофильные лагеря, в том числе международные.